# Ruth Koser-Michaëls
Ruth Koser-Michaëls (* 4. Mai 1896 in Berlin; † 5. Dezember 1968 in Teisendorf) war eine deutsche Grafikerin, Zeichnerin und Illustratorin.

## Leben und Wirken
Ruth Michaëls wurde als Tochter eines Bibliotheksleiters geboren. Sie besuchte eine Kunstgewerbeschule, war drei Jahre lang Zeichenlehrerin in Berlin und für ein Jahr als Stipendiatin in München. Danach besuchte sie die Kunsthochschule Berlin und lernte bei F. Spiegels und bei der Künstlerin Käthe Kollwitz, zu deren Meisterschülern sie gehörte.
1928 heiratete Ruth Michaëls den Pressezeichner und Karikaturisten Martin Koser (Martin Koser-Michaëls; 1903–1971), der für die Zeitschriften Ulk, BIZ und Uhu als Zeichner tätig war. Die beiden arbeiteten gemeinsam in einem Meisteratelier für Grafik an der Preußischen Akademie der Künste, Berlin, wo Ruth Koser-Michaëls für Die Woche Textillustrationen zeichnete und für die UFA Filmplakate entwarf.
Mitte der 30er Jahre beteiligte sich die Künstlerin an einem Wettbewerb des heutigen Droemer-Knaur-Verlags in München, bei dem es um die Bebilderung ihrer Reihe Märchenbücher ging. Koser-Michaëls gewann und begann 1934, gemeinsam mit ihrem Ehemann, Märchenbücher zu illustrieren. Ruth Koser-Michaëls wurde dabei zunächst aus vertraglichen Gründen als alleinige Illustratorin in den Büchern aufgeführt.
Die Märchenbuchillustrationen machten die Eheleute im deutschsprachigen Raum bekannt. Sie zeigten in Aquarell puppenhafte Figuren in biedermeierlicher Kulisse, die als humorig-drollig beschrieben wurden. Die Bücher mit den Bildern der Eheleute wurden bis in die 50er Jahre in hoher Auflage vertrieben, etwa als Ausgaben des Bertelsmann Buchclub.
Zu ihren bekanntesten Arbeiten zählen die Illustrationen zu den Märchenbüchern der Brüder Grimm (1937), von Andersen (1938), Hauff (1939) und Bechstein (1940) sowie die Bilder für die Reihe Alte Deutsche Volksmärchen, die das Winterhilfswerk des Deutschen Volkes (WHW) herausgibt, wie Der gestiefelte Kater (H. 6, 1941) und Aschenputtel (H. 9, 1941).
Nach dem Zweiten Weltkrieg sind Ruth Koser-Michaëls und ihr Ehemann unter anderem für den Stuttgarter Verlag Der Neue Schulmann tätig, für den sie 1953 beispielsweise einen Geschichtsfries für den Schulgebrauch gestalteten (Begleittexte: Dr. Hans Heumann). Daneben gestalteten sie Kinderbücher, Spiele und weitere Märchensammlungen. 1958 erschien ein von Martin Koser-Michaëls geschriebenes und von den Eheleuten gemeinsam illustriertes Märchenbuch: Der Jakob von Rotmerkelhof - Eine Mär um die Fresken von Unterschalling.
Ruth Koser-Michaëls und ihr Ehemann lebten und arbeiteten in Berlin und in späteren Jahren am Chiemsee. Aus der gemeinsamen Ehe ging die Tochter Renate Koser (* 1929) hervor, die ebenfalls als Illustratorin tätig war.

## Kritik
In der Brüder-Grimm-Ausgabe von 1937 illustrierte Ruth Koser-Michaëls auch das Märchen Der Jude im Dorn, das antisemitische Züge trägt. Darin lässt ein Knecht mit einer Fidel die Titelfigur in einer Dornenhecke tanzen. Koser-Michaëls’ Zeichnung zeigte einen „völlig zerfetzten Juden, mit einer Judenkappe auf dem Kopf und dem gelben Judenring auf dem Gewand, wie er dem Fiedler mit erhobener Faust Rache schwört“. Diese Illustration war noch in der ersten Nachkriegsausgabe enthalten.

## Trivia
Die Hans-Christian-Andersen-Ausgabe enthält das Märchen Die Schneekönigin. Es erzählt über das Mädchen Gretchen (eigentlich: Gerda), das seinen Freund Karl (Kai) sucht, den die Schneekönigin entführt hat. Das Kapitel „Dritte Geschichte. Der Blumengarten bei der Frau, die zaubern konnte“ enthält eine Illustration, die ein Boot zeigt. Es treibt Gretchen an ein Flussufer und trägt den Vornamen ihrer Tochter Renate.

## Illustrierte Werke (Auswahl)
- Grimm, Wilhelm Karl und Jacob Ludwig Karl: Kinder- und Hausmärchen. Märchen. Mit 100 Bildern nach Aquarellen von Ruth Koser-Michaëls. München 1937
- Andersen, Hans Christian: Märchen. Mit 100 Bildern nach Aquarellen von Ruth Koser-Michaëls. München 1938
- Hauff, Wilhelm: Märchen. Mit 100 Bildern nach Aquarellen von Ruth Koser-Michaëls. Berlin 1939
- Bechstein, Ludwig: Sämtliche Märchen und Sagen. Mit 95 Bildern nach Aquarellen von Martin und Ruth Koser-Michaëls. München 1940
- Blunck, Hans Friedrich. Märchen. Mit 100 Bildern nach Aquarellen von Ruth Koser-Michaëls. Berlin 1941
- Till Eulenspiegel, Narren und Schwänke. Mit 77 Bildern nach Aquarellen von Martin und Ruth Koser-Michaëls, Berlin 1943
- Der hölzerne Säbel, Die schönsten Soldatenmärchen. Mit Bildern von Martin und Ruth Koser-Michaëls, Paderborn 1943
- Münchhausen. Des Freiherrn wunderbare Reisen und Abenteuer. In neuer Nacherzählung herausgegeben von Wilhelm von Scholz. Mit 25 Bildern nach den Aquarellen von Martin Koser und Ruth Koser-Michaëls. Knaur, Berlin 1943
- Zwei Märchen der Brüder Grimm, Der gestiefelte Kater - Von einem der auszog, das Fürchten zu lernen. Illustriert von  Ruth Koser-Michaëls, Nürnberg 1952
- Erzählungen aus Tausend und eine Nacht, neu erzählt von Gunter Groll mit 80 Bildern von Martin und Ruth Koser-Michaëls. München 1953
- Knaurs Buch der Schwänke, Till Eulenspiegel - Die Schildbürger - Die sieben Schwaben - Schelme und Narren. Mit 80 Bildern nach Aquarellen von Martin und Ruth Koser-Michaëls, München 1955
- Carroll, Lewis: Alice im Wunderland. Illustriert von Martin und Ruth Koser-Michaëls, Droemersche Verlagsanstalt München 1955
- Märchen der Welt, Gesammelt und neu erzählt von Erik Jelde. Mit 80 Bildern von Martin und Ruth Koser-Michaëls, München, Zürich 1956
- Spyri, Johanna: Gritlis Kinder. Illustriert von Martin und Ruth Koser-Michaëls, Droemersche Verlagsanstalt München [1958]
- Collodi, Carlo: Pinocchios Abenteuer. Mit 29 Bildern von Martin und Ruth Koser-Michaëls, Droemersche Verlagsanstalt Th.Knaur Nachf., München
- Curwood, James Oliver: Neewa das Bärenkind. Illustriert von Martin und Ruth Koser-Michaëls, Droemersche Verlagsanstalt München